# Epicauta tarasca
Epicauta tarasca är en skalbaggsart som beskrevs av Pinto 1991. Epicauta tarasca ingår i släktet Epicauta och familjen oljebaggar. Inga underarter finns listade i Catalogue of Life.